# Death In The Park (álbum)
Death In The Park es el primer álbum de estudio de la banda homónima estadounidense, lanzado por el sello discográfico End Sounds. El álbum estuvo disponible como descarga digital el 24 de agosto de 2010 y fue lanzado físicamente el 14 de septiembre de ese mismo año. 
La grabación se realizó desde 2008 hasta 2010, en los estudios Mission Sound Studios, en Brooklyn, Nueva York, poco después de que Andy Jackson formara Death In The Park en 2007. 
El álbum cuenta con la colaboración de la cantante del grupo de punk rock Paramore, Hayley Williams, quien colaboró en la canción Fallen, el primer sencillo del álbum.

## Listado de canciones
| N.º | Título                         | Duración |  |
| 1.  | «Pitfully Exposed»             | 3:05     |  |
| 2.  | «Fallen (con Hayley Williams)» | 3:41     |  |
| 3.  | «Do You Want Me Now»           | 3:11     |  |
| 4.  | «Laws Of Nature»               | 2:11     |  |
| 5.  | «Move To The Beat»             | 3:38     |  |
| 6.  | «The Runaround»                | 3:05     |  |
| 7.  | «Sway From Death»              | 3:34     |  |
| 8.  | «How Much Is Too Much»         | 3:07     |  |
| 9.  | «Oh You Know»                  | 2:34     |  |
| 10. | «Walk Away»                    | 3:36     |  |

## Sencillos
Toda la música compuesta por Death In The Park. 
| Lanzamiento promocional |        |          |  |
| N.º                     | Título | Duración |  |

## Personal

### Miembros
- Andy Jackson - vocales y guitarra
- Ronnie Gardner - guitarra
- Jake Sloan - bajo
- Derrick Karg - guitarra
- Aaron Holmes - batería

### Músicos adicionales
- Hayley Williams - vocales en la canción "Fallen" y voz secundaria en la canción "Move to the Beat".